# 푸에르토리코의 국가
La Borinqueña(한국어: 보린케냐, 푸에르토리코의 국가)는 푸에르토리코의 국가이다.
1903년에 푸에르토리코의 국가로 제정되었고, 작사는 마누엘 페르난데스 준코스가 작곡은 펠릭스 아스톨 아르테스가 하였다.
미국과는 별도의 국가를 가지고 있다.

## 스페인어가사
La tierra de Borinquen
donde he nacido yo
es un jardín florido
de mágico primor.
Un cielo siempre nítido
le sirve de dosel
y dan arrullos plácidos
las olas a sus pies.
Cuando a sus playas llegó Colón
Exclamó lleno de admiración:
"Oh!, oh!, oh!, esta es la linda tierra
que busco yo".
Es Borinquen la hija,
la hija del mar y el sol,
𝄆 del mar y el sol, del mar y el sol, 𝄇
𝄆 del mar y el sol, del mar y el sol, 𝄇

## 영어해석
The land of Borinquen
where I was born
is a flowery garden
of magical beauty.
A constantly clear sky
serves as its canopy.
And placid lullabies are sung
by the waves at its feet.
When at her beaches Columbus arrived;
he exclaimed full of admiration
"Oh! Oh! Oh!
This is the beautiful land
that I seek."
Borinquen is the daughter,
the daughter of the sea and the sun.
𝄆 Of the sea and the sun, of the sea and the sun. 𝄇
𝄆 Of the sea and the sun, of the sea and the sun. 𝄇

## 한국어 해석
보린크의 땅이여
내가 태어난 곳이지
꽃피는 정원이여
마법같이 아름답구나
하늘은 언제나 파랗구나
시중을 받들거라
그리고 조용히 자장가를 부르거라
파도가 발을 덮을 때까지
콜럼버스가 그녀의 바다에 도착했을 때
두려움에 가득 차 소리쳤네
"아, 아, 아! 이 사랑스런 땅이
내가 찾던 곳이로구나."라고
보린크는 딸이네
바다와 태양의 딸이네.
𝄆 바다와 해의 것! 바다와 해의 것! 𝄇
𝄆 바다와 해의 것! 바다와 해의 것! 𝄇